# Bleka Dödens minut
Andra betydelser, se Bleka dödens minut
Bleka Dödens minut, med inledningsraden: "Ja, du kommer till slut, bleka Dödens minut", är en visa av Birger Sjöberg, som ingår i Fridas bok, utgiven år 1922.
Visan, som har undertiteln "(Reflexioner sedan han sett en begravningsprocession med standar tåga förbi.)", skildrar döden samt konventioner kring begravning och sorgetid.
Martin Best spelade in sången på engelska år 1980, med text av Tom Fletcher som "Death's Hour", på albumet When First I Ever Saw You. 

### Fotnoter
1. ↑  ”Svensk mediedatabas”. http://smdb.kb.se/catalog/id/001887780. Läst 16 maj 2011.